# 金牛座122
金牛座122，又名BD+16 822，HD 37147、SAO 94700、HR 1905，是金牛座的一颗恒星，视星等为5.54，位于銀經189.12，銀緯-7.91，其B1900.0坐标为赤經5h 31m 15.4s，赤緯+16° -7.91′ 43″。